# یوتارو شین
یوتارو شین (انگلیسی: Yutaro Shin؛ زادهٔ ۱۱ مارس ۱۹۹۰) بازیکن فوتبال اهل ژاپن است.